# Контрада Торе - Цона Артиђанале (Месина)
Контрада Торе - Цона Артиђанале је насеље у Италији у округу Месина, региону Сицилија.
Према процени из 2011. у насељу је живело 13 становника. Насеље се налази на надморској висини од 42 м.